# Negros Maskogos
Negros Maskogos är en ort i Mexiko.   Den ligger i kommunen Múzquiz och delstaten Coahuila, i den centrala delen av landet, 1 000 km norr om huvudstaden Mexico City. Negros Maskogos ligger 504 meter över havet och antalet invånare är 253.
Terrängen runt Negros Maskogos är huvudsakligen platt, men åt nordväst är den kuperad. Runt Negros Maskogos är det glesbefolkat, med 8 invånare per kvadratkilometer. Närmaste större samhälle är Tribu Kikapoo, 6,9 km nordväst om Negros Maskogos. Trakten runt Negros Maskogos består i huvudsak av gräsmarker.